# Ivan Črt
Ivan Črt, slovenski gradbeni mojster, deloval med letoma 1500 ~ 1600.

## Življenje in delo
Ivan Črt je v 16. stoletju vodil utrjevanje Ljubljane ter gradov v Ribnici, Senožečah in Polhovem Gradcu.

## Zunanje povetave
- Steska Viktor. »Črt Ivan«. Slovenski biografski leksikon. Ljubljana: ZRC SAZU, 2013 – prek Slovenska biografija.